# Poronin

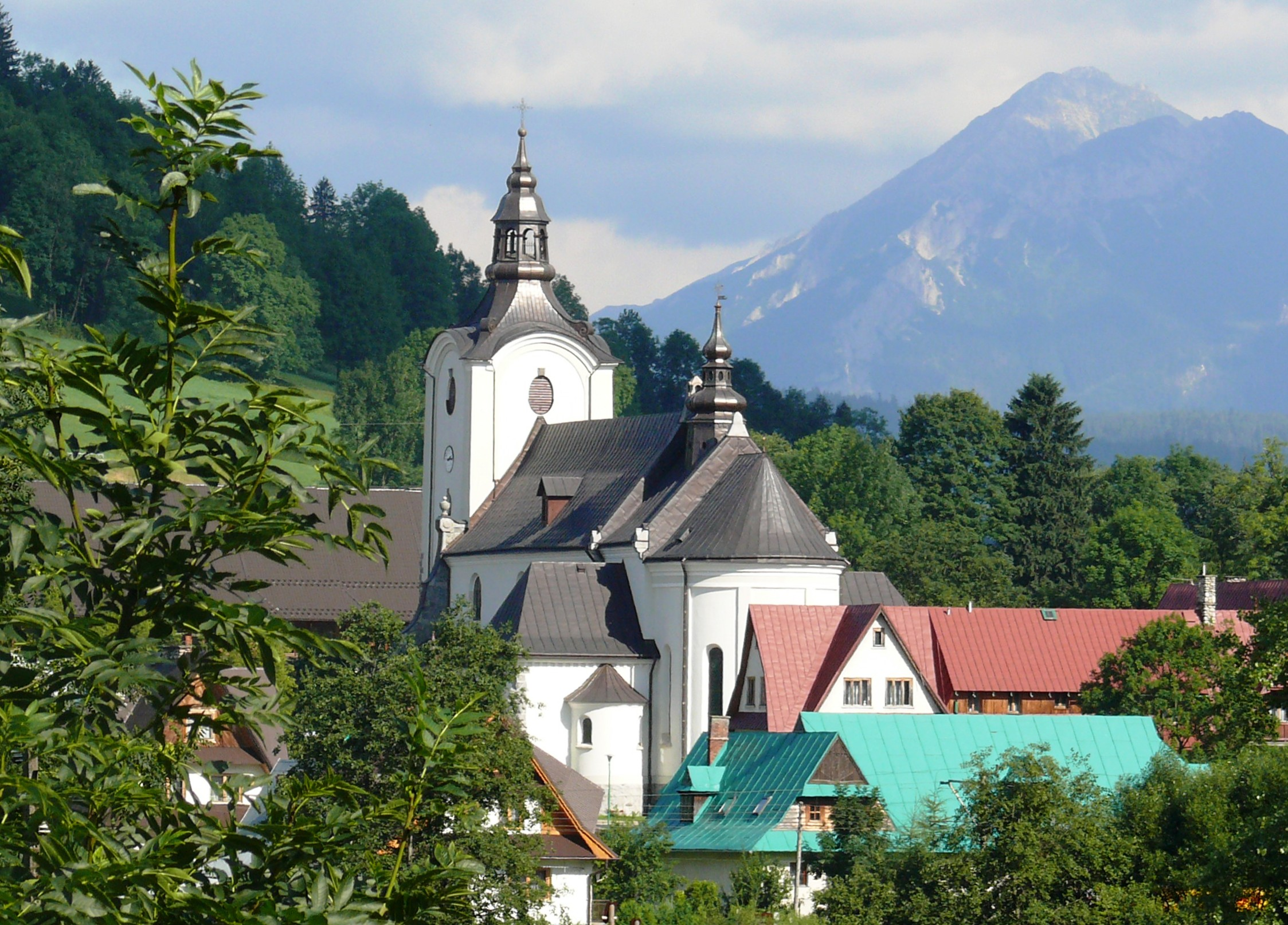
Kościół w Poroninie

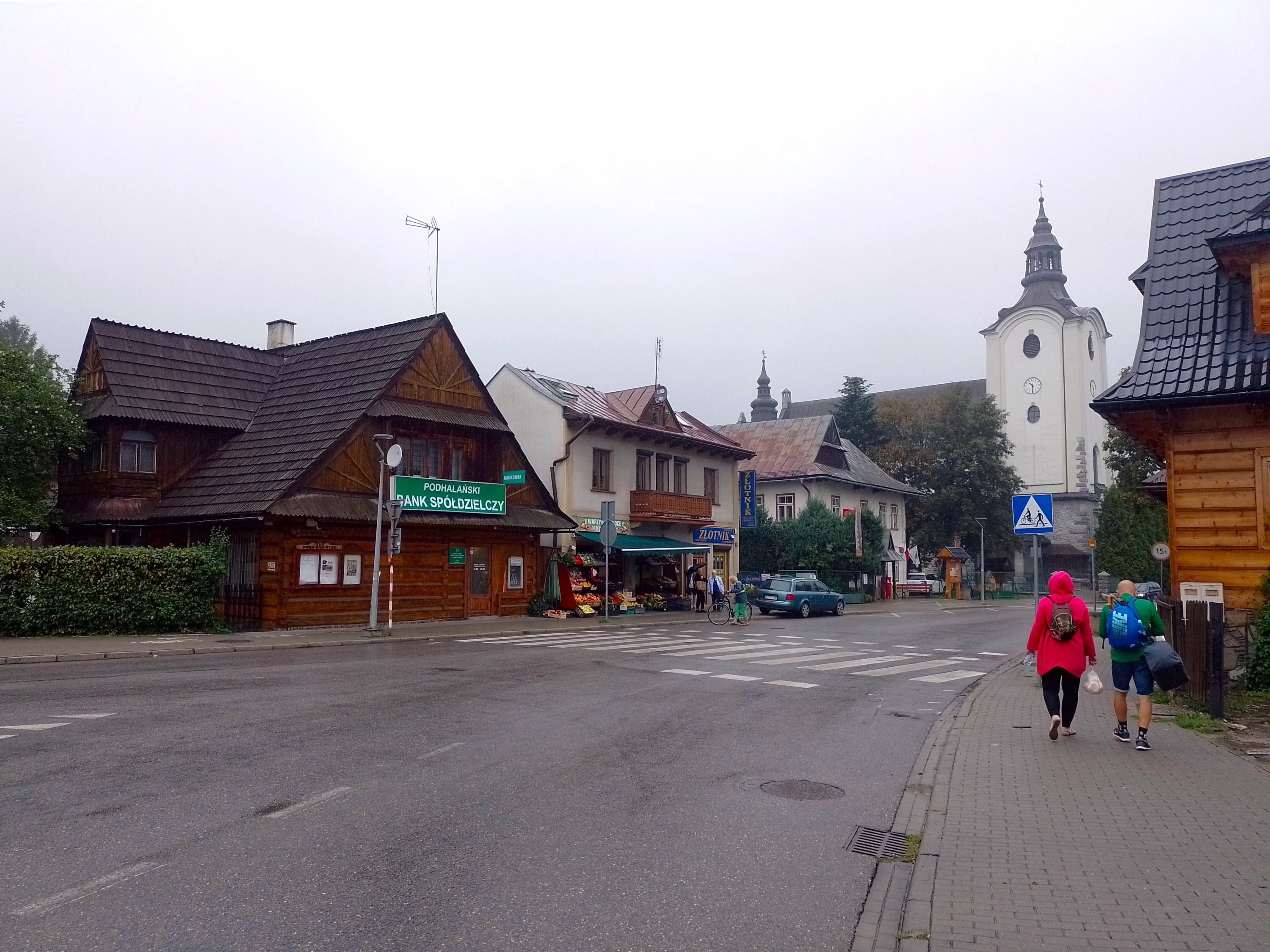
Centrum Poronina

Poronin – wieś podhalańska w Polsce położona w województwie małopolskim, w powiecie tatrzańskim, w gminie Poronin, położona 7 km od Zakopanego. Przez miejscowość przechodzi łącząca Kraków z Zakopanem droga krajowa nr 47, będąca częścią zakopianki.
W latach 1975–1998 miejscowość administracyjnie należała do województwa nowosądeckiego.
Miejscowość jest siedzibą gminy Poronin, liczy około 3500 mieszkańców.
Integralnymi częściami miejscowości są Jesionkówka – część miejscowości, Kośne Hamry – część miejscowości, Majerczykówka – przysiółek, Stasikówka – przysiółek (odrębne sołectwo).

## Historia
Pierwsze wzmianki o Poroninie pochodzą z roku 1624, ale nazwa Poronin, choć w odniesieniu do rzeki, pojawia się już w 1254. Przypuszcza się, iż teren dzisiejszego centrum gminy był we wczesnym średniowieczu wielką polaną wypasową, przysiółkiem Białego Dunajca, o nazwie Bańkówki albo Wańkówki. Około 1620 Poronin stał się odrębną wsią. W 1806 wybudowano tu kaplicę, a w 1833 utworzono samodzielną parafię z kościołem. Około 1813 roku powstał w Poroninie zakład przerabiający surówkę – Kuźnia Poroniańska. Wyrabiano tu doskonałe kosy i lemiesze. Stąd pochodzi nazwa części wsi – Kośne Hamry.

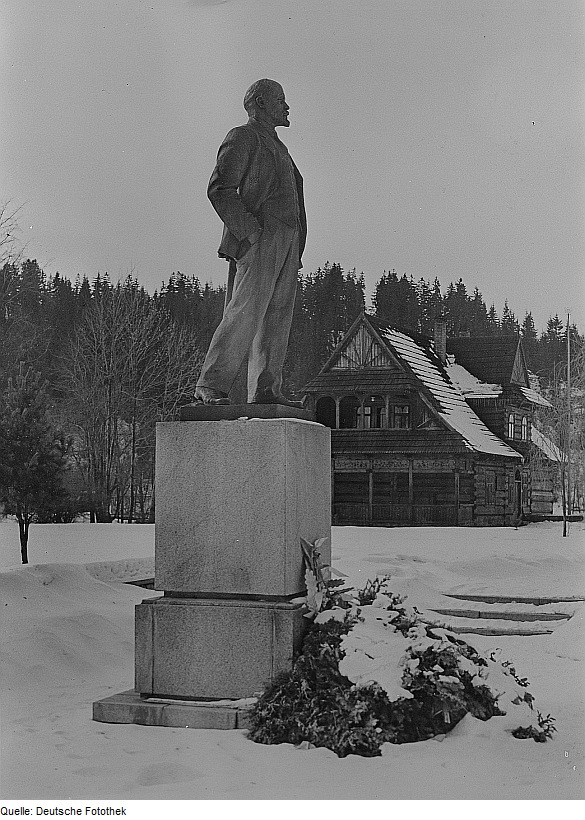
Pomnik Włodzimierza Ilicza Lenina w Poroninie około 1966 roku

Już w początkach XIX w. Poronin był letniskiem, znanym bardziej niż Zakopane. Bywali tu wielcy Polacy, jak: Jan Matejko, Kazimierz Przerwa-Tetmajer, Leon Wyczółkowski, Jan Kasprowicz, Władysław Orkan, Leopold Staff. W latach 1913–1914 w zajeździe Pawła Guta Mostowego bywał mieszkający w pobliskim Białym Dunajcu Włodzimierz Lenin. W 1947 w budynku domu Gutów-Mostowych utworzono Muzeum Lenina a na przyległym placu postawiono jego pomnik. W 1970 organizacja Ruch planowała podpalenie muzeum jako protest przeciwko obchodom 100-lecia urodzin Lenina. Muzeum zlikwidowano w 1990, a pomnik obalono. Obecnie w tym budynku mieści się Gminny Ośrodek Kultury. We wrześniu 2014 roku miejscowy rzeźbiarz Sławomir Cudzich-Bularz wykonał drewnianą kopię pomnika. Ponad pół roku później rzeźba została zdewastowana.
Przez wiele lat Poronin był stolicą gminy. W 1977 wraz z sąsiednimi wsiami włączono go do gminy Tatrzańskiej. Jednakże z dniem 30 grudnia 1994 ponownie utworzono gminę Poronin.

## Zabytki
Obiekt wpisany do rejestru zabytków nieruchomych województwa małopolskiego.
- Dom drewniany (dawne Muzeum Lenina);
- willa „Stryjnia Podhalańska” z otoczeniem, drzewostanem i ogrodzeniem, ul. Piłsudskiego 28.

## Integralne części wsi
| przysiółki | Do Laska, Golaczki, Kowalówka, Majerczykówka, Mur, Stasikówka |

## Turystyka i sport
Tereny wokół Poronina są wykorzystywane jako tereny do uprawiania turystyki i narciarstwa. W sezonie zimowym dla turystów udostępniony jest wyciąg narciarski. W Poroninie znajduje się skocznia narciarska Galicowa Grapa, oraz wyciąg narciarski.
Przy siedzibie ochotniczej straży pożarnej jest boisko i działa drużyna piłki nożnej.

## Osoby związane z miejscowością
- Michał Głowacki (1804–1846) – duchowny katolicki
- Jan Kasprowicz (1860–1926) – poeta
- Franciszek Orawiec (1896–1940) – major piechoty Wojska Polskiego
- Aniela Gut-Stapińska (1898–1954) – działaczka kulturalna, poetka, nowelistka i folklorystka podhalańska
- Józef Gąsienica Tomków (ok. 1888–1942) – przewodnik tatrzański, ratownik górski
- Włodzimierz Lenin (1870–1924) – rosyjski rewolucjonista
- Józef Galica (1924–1985) – rzeźbiarz, profesor krakowskiej ASP
- Bronisława Orawiec-Löffler (1929–2010) – lekarz stomatolog, działaczka społeczna
- Stanisław Gał (ur. 1943) – działacz kultury, fotograf
- Jagna Marczułajtis-Walczak (ur. 1978) – snowboardzistka, posłanka